# Casa das Rosas
A Casa das Rosas é um casarão no estilo clássico francês, localizado na Avenida Paulista. É dedicado a diversas manifestações culturais, com enfoque em literatura e poesia, na cidade de São Paulo. É um dos edifícios remanescentes da época característica da ocupação inicial de uma das principais vias da cidade. Tem sua importância por ser um dos poucos restantes desse período relevante para o desenvolvimento do próprio Brasil.
Em 1985, o bem foi tombado pelo Conselho de Defesa do Patrimônio Histórico, Artístico, Arquitetônico e Turístico (CONDEPHAAT) e foi restaurada em diversas oportunidades, sendo atualmente conhecida como Centro Cultural Casa das Rosas – Espaço Haroldo de Campos de Poesia e Literatura.

## História
A Casa das Rosas foi construída em 1935 a partir do projeto pelo escritório sucessor de Francisco de Paula Ramos de Azevedo, o Severo Villares.
É considerada parte integrante do rol de diversas obras de renome assinadas pelo “Escritório Técnico Ramos de Azevedo”, tais como a Pinacoteca do Estado, Teatro Municipal de São Paulo, o Mercado Municipal de São Paulo e o Colégio Sion, por exemplo. A Casa das Rosas em específico, foi de autoria do arquiteto Felisberto Ranzini.
A casa foi habitada durante os primeiros 51 anos de sua existência. Os primeiros a ter como residência o casarão foram uma das filhas de Ramos de Azevedo, Lúcia Ramos de Azevedo e seu marido, Ernesto Dias de Castro. A residência foi passada ao filho do casal Ernesto Dias de Castro e Anna Rosa, sua esposa.

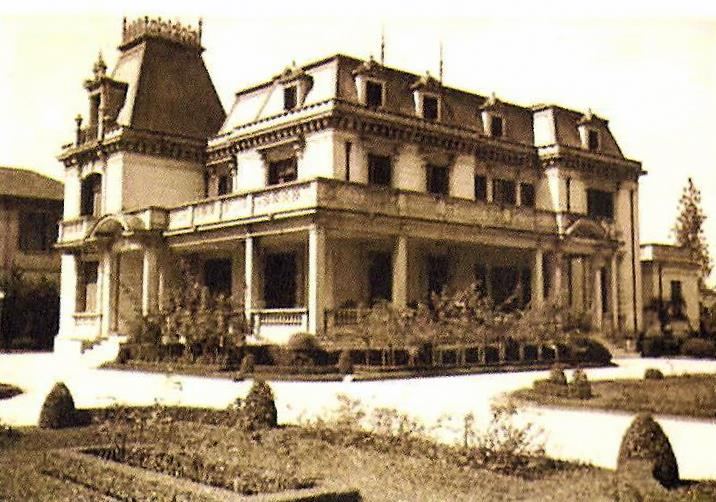
A construção em 1935.

A desapropriação do imóvel se deu em 1986 e foi realizado pelo Governo do Estado de São Paulo, cuja compromisso fora a preservação do terreno sem alterar sua originalidade.
O imóvel, tombado em 1985 pelo CONDEPHAAT, possui um dos mais belos jardins de rosas da cidade de São Paulo. Passou por reformas entre 1986 e 1991, quando mais precisamente em 11 de março de 1991, a Secretaria da Cultura implantou a Casa das Rosas – Galeria Estadual de Arte, um espaço cujo principal função era acolher exposições temporárias e circulantes do acervo de obras que o próprio Governo do Estado de São Paulo detinha, privilegiando a difusão de poesias e da arte em geral.
Em 2003, o bem tombado foi novamente fechado para reformas e manutenção, sendo reinaugurado em 9 de dezembro de 2004 e renomeado para homenagear o poeta Haroldo de Campos, falecido em 2003. O nome do espaço passou a ser Espaço Haroldo de Campos, com a missão de ser um local destinado não só às artes em geral, mas também um lugar público especificamente voltado à poesia, proporcionando a toda São Paulo oficinas de criação, crítica literária, cursos de formação, ciclos de debate entre outros. Transformou-se num museu onde se destaca por promover a difusão e divulgação da literatura dos escritores menos favorecidos, desconhecidos e até dos esquecidos pelo mercado. Sua proposta atual visa manter o ambiente como um local cujas atividades estão no âmbito de pesquisas e leituras, com uma programação diferenciada.
Após a morte de Haroldo de Campos aos 73 anos de idade, todo seu acervo pessoal foi doado à Secretaria da Cultura do Estado em 2004. Como proposta destinada à nova função exercida pela Casa das Rosas, esta foi designada para receber o tão respeitável acervo. A partir desta decisão, foi criado o Centro Cultural Casa das Rosas – Espaço Haroldo de Campos de Poesia e Literatura. A Casa das Rosas possui desde seu início as características originais de seu vasto jardim de roseiras. A essência do local é reforçada também devido ao nome concebido posteriormente, retomando assim, a ideia de um espaço considerado um refúgio para qualquer tipo de manifestação artística e poética, abrigando também a primeira biblioteca do país especializada em poesias.

## Arquitetura

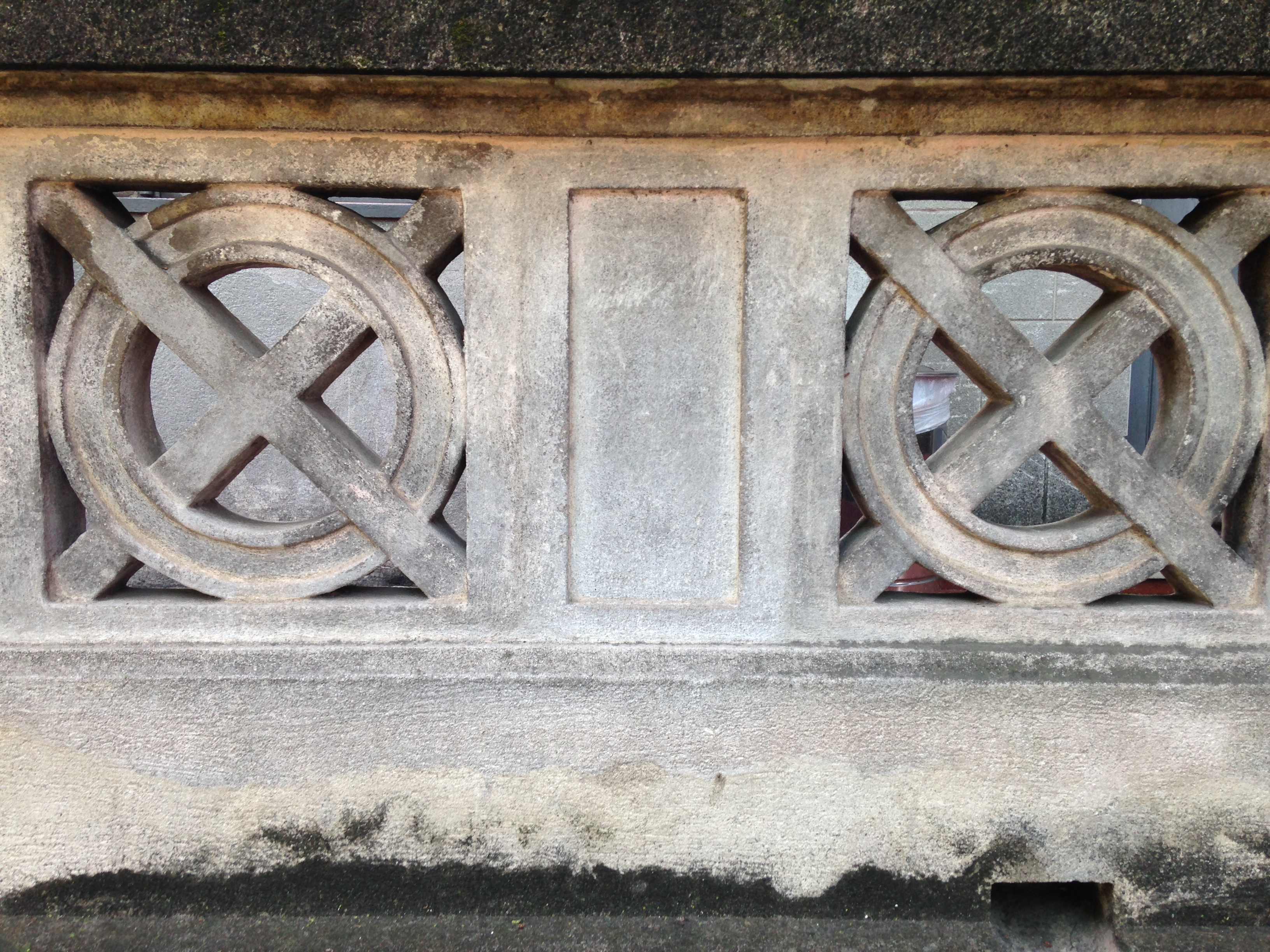
Acabamento arquitetônico na lavanderia.

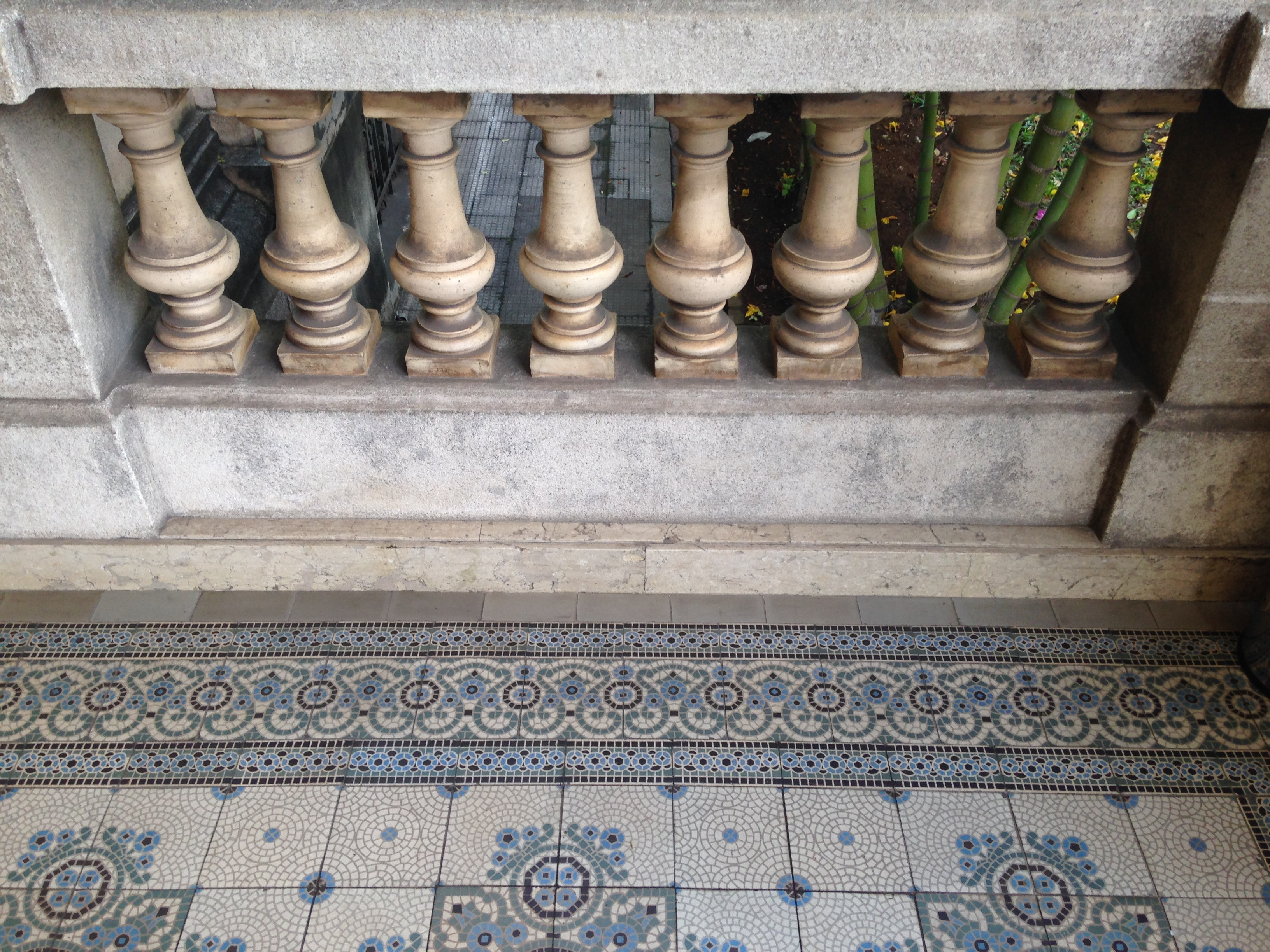
Balaustrada na entrada direita.

Sobre a arquitetura do casarão e seus arredores há discordâncias em suas definições. Há aqueles que caracterizam a construção como pertencente ao estilo da Renascença Francesa. Por outro lado existe a corrente que defende a assinatura do movimento eclético na concepção da mansão histórica. Essa concepção se dá exatamente pela presença de elementos neoclássicos, da Art Noveau, Art Déco e Neocolonial.
Em relação a sua concepção física, o imóvel conta com quatro pavimentos: sótão, porão, andar térreo e andar superior.  Ao longo do terreno de 5.500 metros quadrados podemos encontrar oito quartos, escritório, salas, cozinha, copa, mansarda e lavanderia. A construção traz varanda em seu andar térreo e com terraços descobertos, com proteção e decoração de elementos vazados, no superior. Quase todos os materiais utilizados são importados como por exemplo, os mármores das escadarias, tanto da parte externa, que dão saída para os jardins, quanto da parte interna, que conduzem aos quatro dormitórios, são de origem italiana; os vidros e os cristais vieram da Bélgica, os canos condutores de água, de cobre, e as louças do banheiro e da cozinha foram trazidos também da Europa, pela firma de importação de Ernesto Dias de Castro, genro de Francisco de Paula Ramos de Azevedo.
O telhado da casa é constituído de ardósia, com suas águas inclinadas em relevante proporção. Na parte traseira do terreno, considerando a frente a da Avenida Paulista, foi construído um edifício comercial. O projeto só pôde ser concebido de maneira a respeitar as características visuais da Casa das Rosas.

## Significado histórico e cultural
A importância da Casa das Rosas se dá por ser um bem cultural de interesse tanto histórico quanto arquitetônico. Segundo Nádia Somehk, presidente do Conpresp, em declaração à Folha de S.Paulo em 2013, a Casa das Rosas representa o período dos palacetes ecléticos, construídos no início do século passado até a década de 1930. Os construídos a partir de 1940 marcam a verticalização da Avenida Paulista.

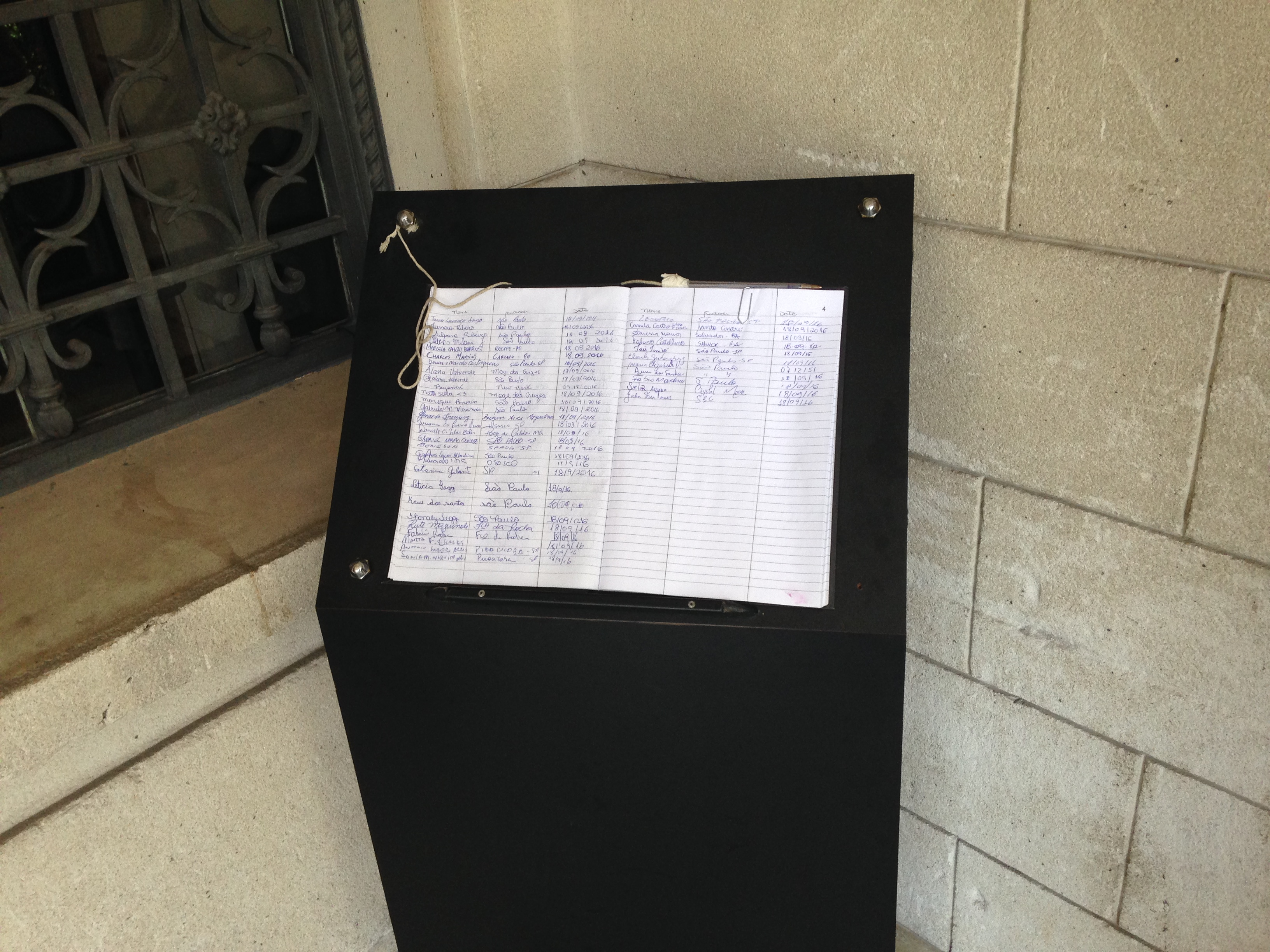
Livro de Visitas.

Portanto, a Casa das Rosas tem sua importância calcada em ser uma construção tardia do período de auge da produção cafeeira em  São Paulo, sendo uma das últimas que contam com essa importância. Sendo assim, confere tipos caracterizados como predominantes na primeira fase de ocupação da Avenida. 
Sua importância foi reconhecida com a publicação do Diário Oficial do dia 24 de outubro de 1985, na Seção I, página 14, na qual foi divulgado o processo de tombamento que fora inscrito no Livro do Tombo Histórico, sob a inscrição de número 241, na página 65, de 21 de janeiro de 1987.
A resolução publicada sob as circunstâncias supracitadas, na íntegra, está da seguinte forma:
| “ | Resolução 57, de 22-10-85 O secretário da cultura, nos termos do artigo 1º do Decreto-lei 149, de 15 agosto de 1969 e do Decreto 13.436, de 16-3-79, resolve: Artigo 1º - Fica tombado como bem cultural de interesse histórico-arquitetônico o imóvel situado na Av. Paulista, nº37, nesta Capital. Exemplar tardio remanescente do período cafezista, construído na década de trinta, através do projeto e construção sob a responsabilidade do Escritório Severo Villares, e cujas características correspondem à tipologia predominante na primeira fase de ocupação da Avenida no início do presente século, no que se refere à concepção espacial do edifício e ocupação do lote. Artigo 2º - Fica o Conselho de Defesa do Patrimônio Histórico, Arqueológico, Artístico e Turístico do Estado autorizado a inscrever no Livro de Tombo competente o bem em referência, para os devidos e legais efeitos. Artigo 3º - Esta Resolução entrará em vigor na data de sua publicação. | ” |

Segundo a historiadora Sheila Schwarzman, outra importância histórica é a função que o casarão tem em representar a fase em que a Avenida Paulista passou a ser habitada por industriais e comerciantes enriquecidos. Outro motivo de justificativa de seu tombamento é ser um dos edifícios remanescentes da destruição dos prédios históricos da Avenida Paulista, em 1982. De acordo com os arquitetos Eduardo Kneese, Eduardo Corona e Antônio Luiz Dias de Andrade, a relevância não se dá apenas no contexto arquitetônico, mas também na relação entre a construção e a apropriação do terreno, bastante singular em relação ao período de inauguração de uma das principais avenidas da cidade de São Paulo.

## Estado atual

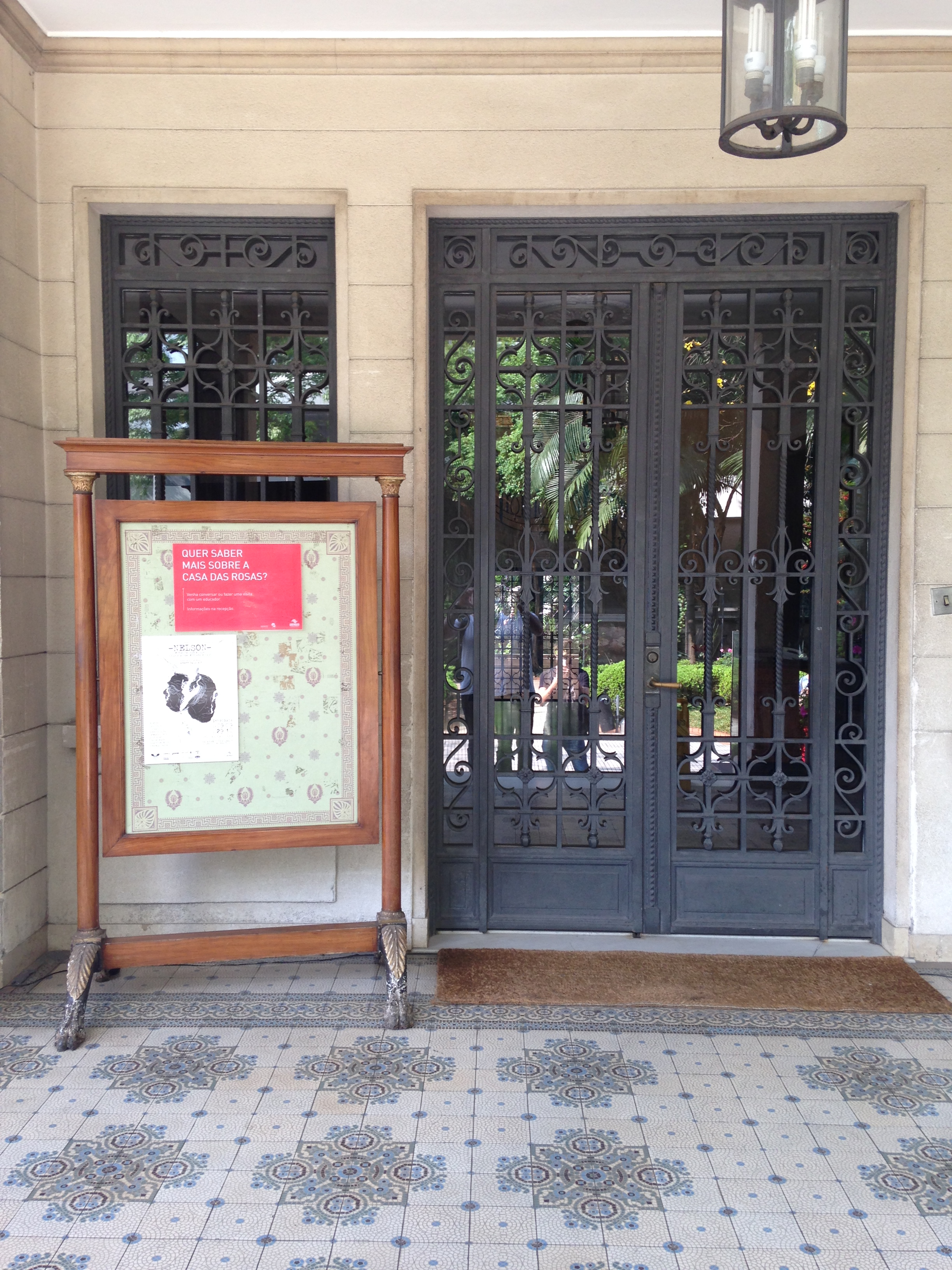
A entrada principal.

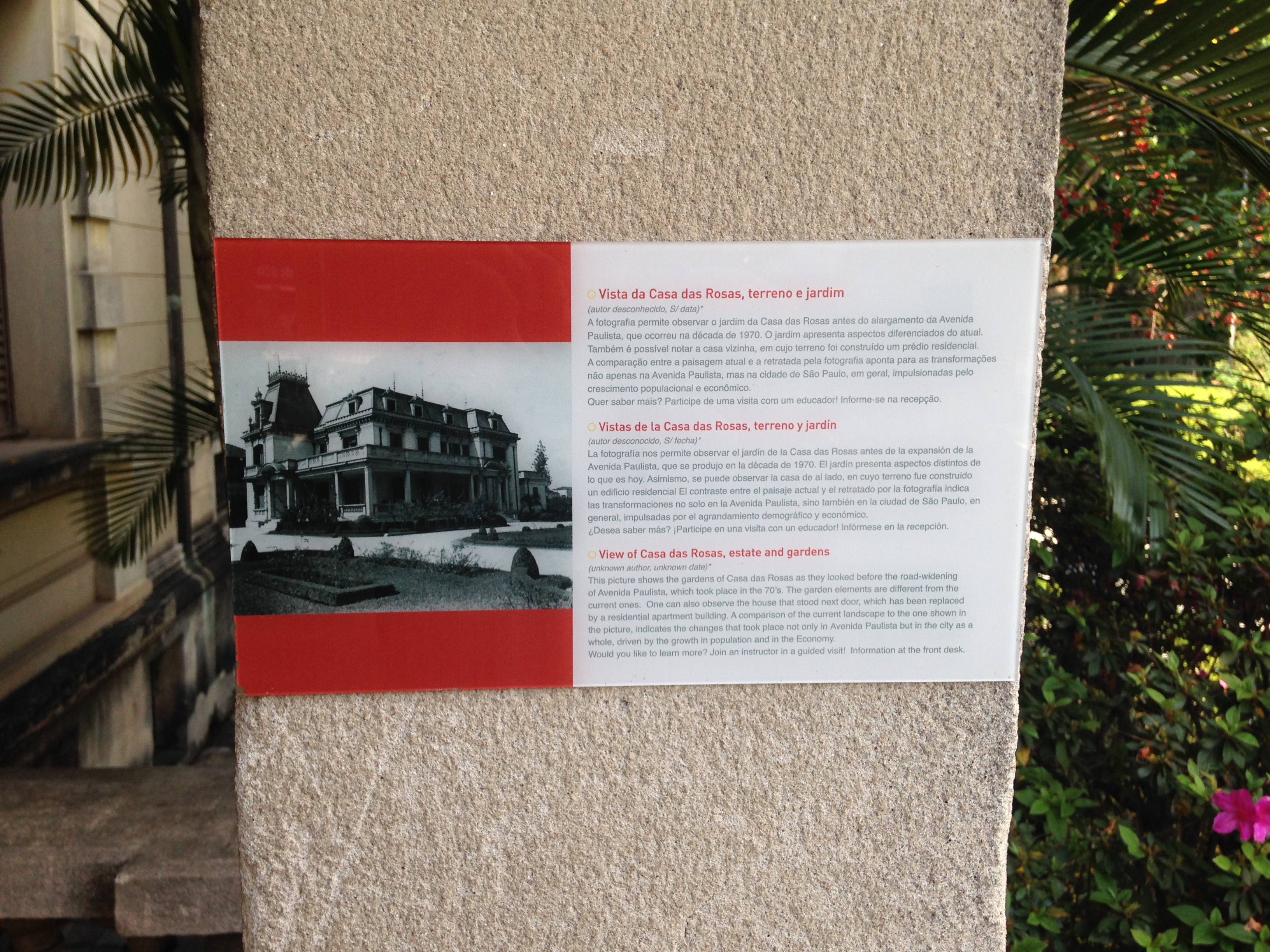
Placa informativa que traz a evolução da Casa das Rosas em três línguas.

Atualmente, a Casa das Rosas é administrada pela Poiesis – 30 Associação dos Amigos da Casa das Rosas, da Língua e da Literatura. Antes conhecida como Sociedade dos Amigos da Casa das Rosas, foi fundamental para a atração de recursos financeiros que para a catalogação do Acervo Haroldo de Campos e sua consequente disponibilização eletrônica ao público. 
Além de seu caráter educativo-cultural, a importância desse acervo é a motivação para despedimento de recursos para a manutenção do edifício histórico. Entre os 20 mil volumes da biblioteca pessoal do poeta Haroldo de Campos estão exemplares de extrema rareza como: O cão sem plumas, com dedicatória de João Cabral de Melo Neto, a primeira edição de Macunaíma, de Mário de Andrade, datada de 1928.
No aspecto físico, em 2013, a Casa das Rosas passou por uma reforma de manutenção intitulada “Prestação de Serviços Técnicos Especializados de Arquitetura e Engenharia”, tendo como objetivo restaurar e requalificar o patrimônio histórico-cultural. As principais justificativas para tal procedimento se deram quanto a questões técnicas (fundações, estrutura, instalações hidráulicas, sanitárias, elétricas, eletrônicas e mecânicas) em seu âmbito básico, porém de forma mais práticas mudanças foram feitas a fim de aumentar a capacidade das instalações de combate a incêndios e acessibilidade para pessoas com deficiência e mobilidade reduzida. Hoje, é uma das poucas mansões ainda presentes na Avenida Paulista.
A reforma só foi possível graças à resolução publicada no Diário Oficial em 1º de novembro de 2013, a qual regulamenta a intervenção possível no imóvel tombado pelo CONDEPHAAT, bem como seu lote e envoltórios.

### Galeria de imagens

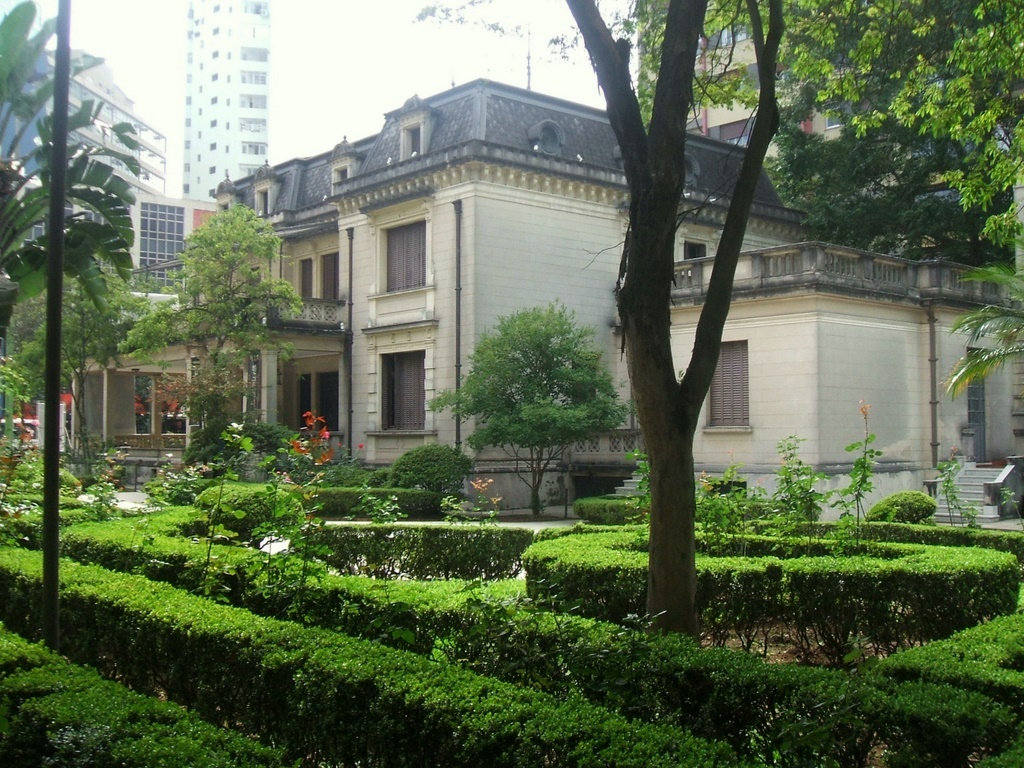
Lateral direita
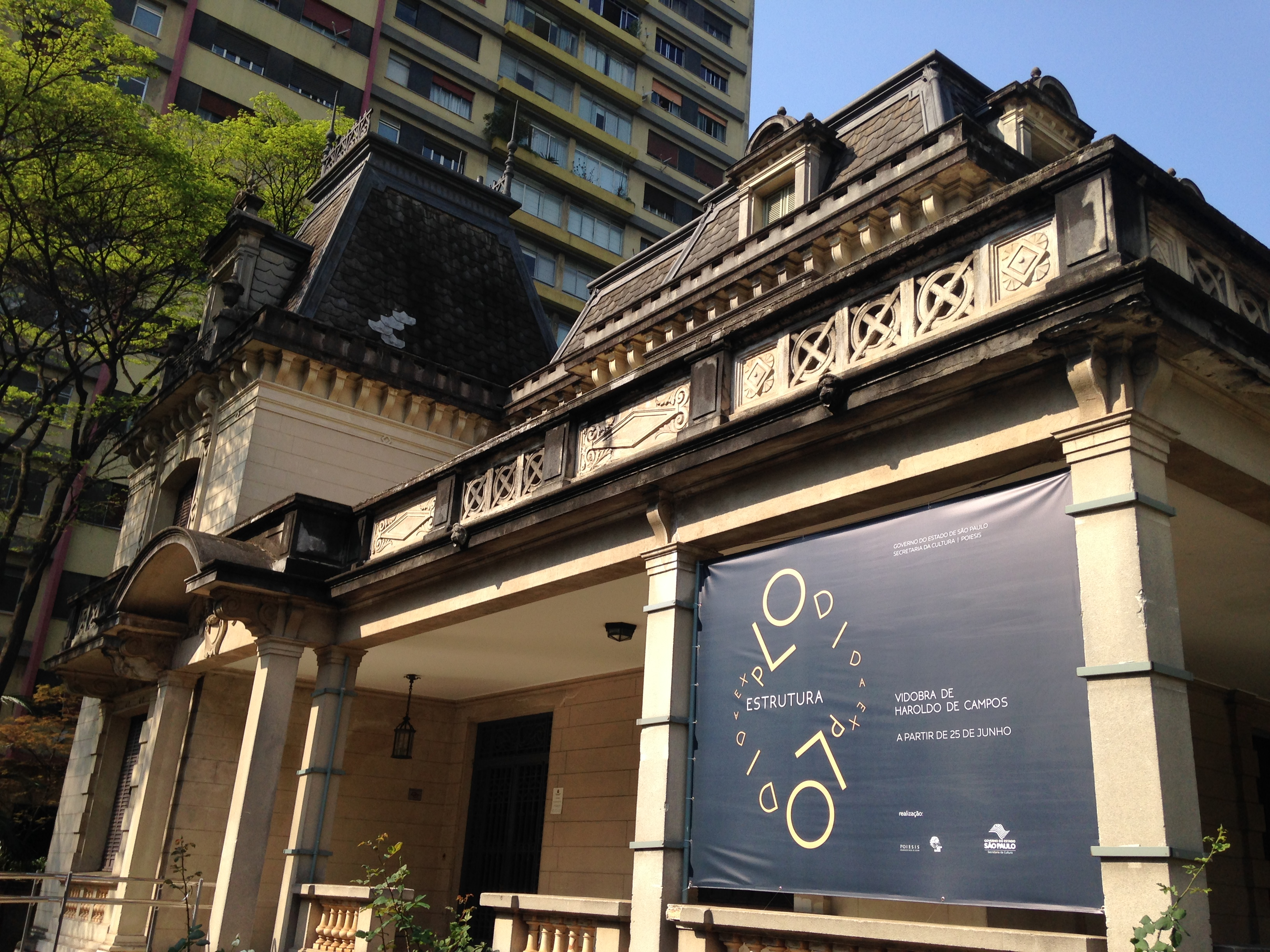
Detalhes da fachada
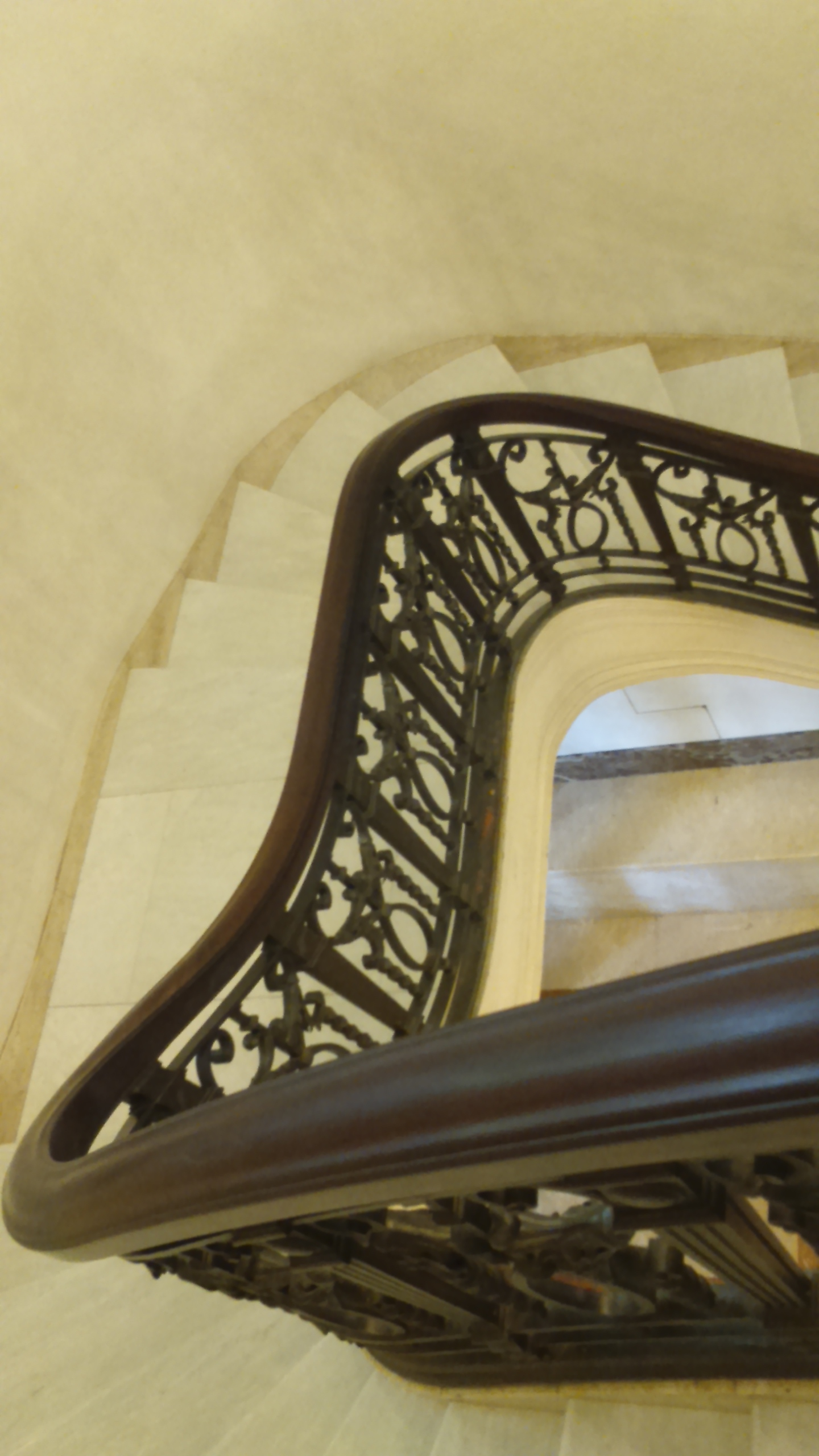
Escadaria interna
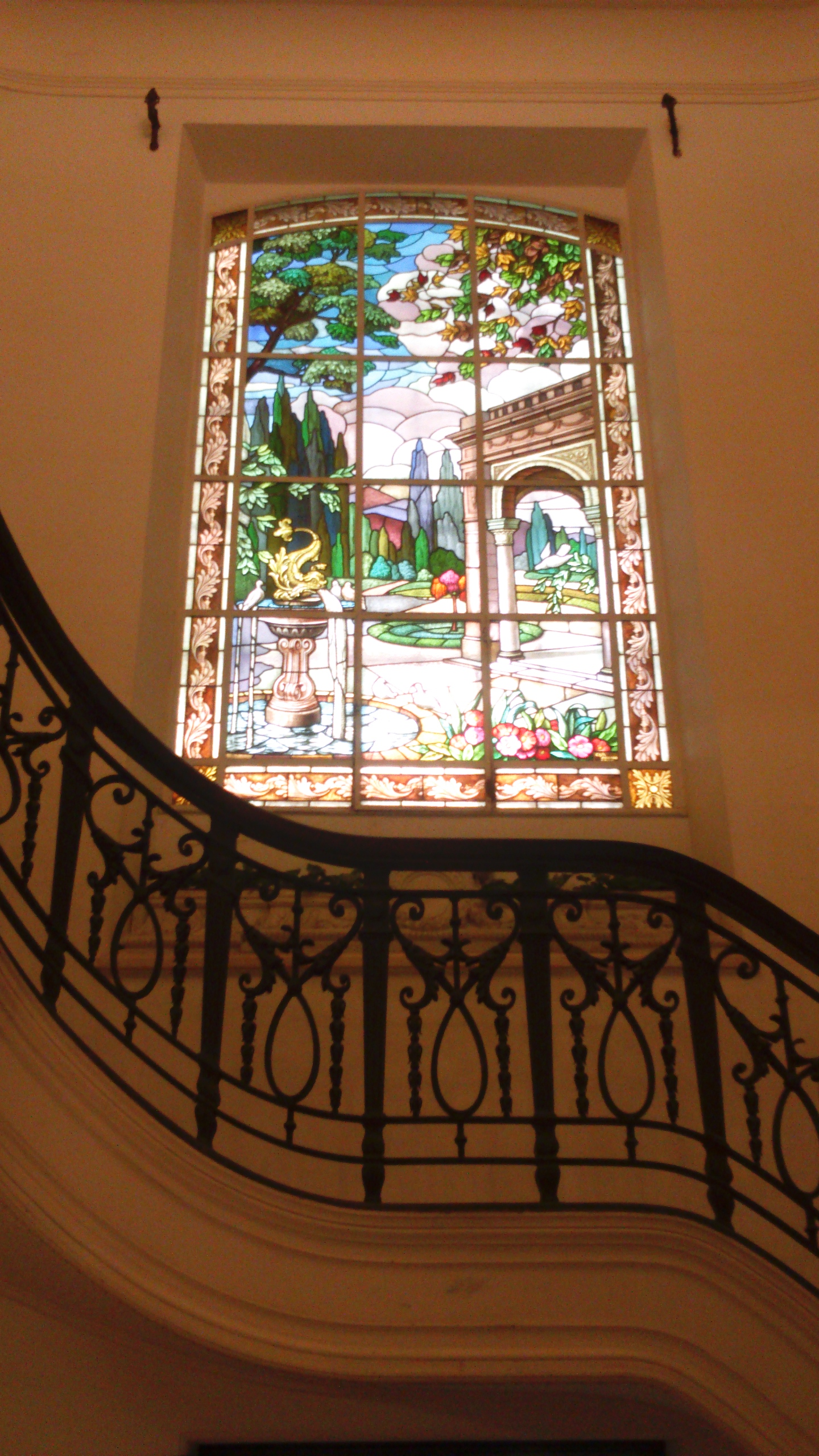
Vitral Interno
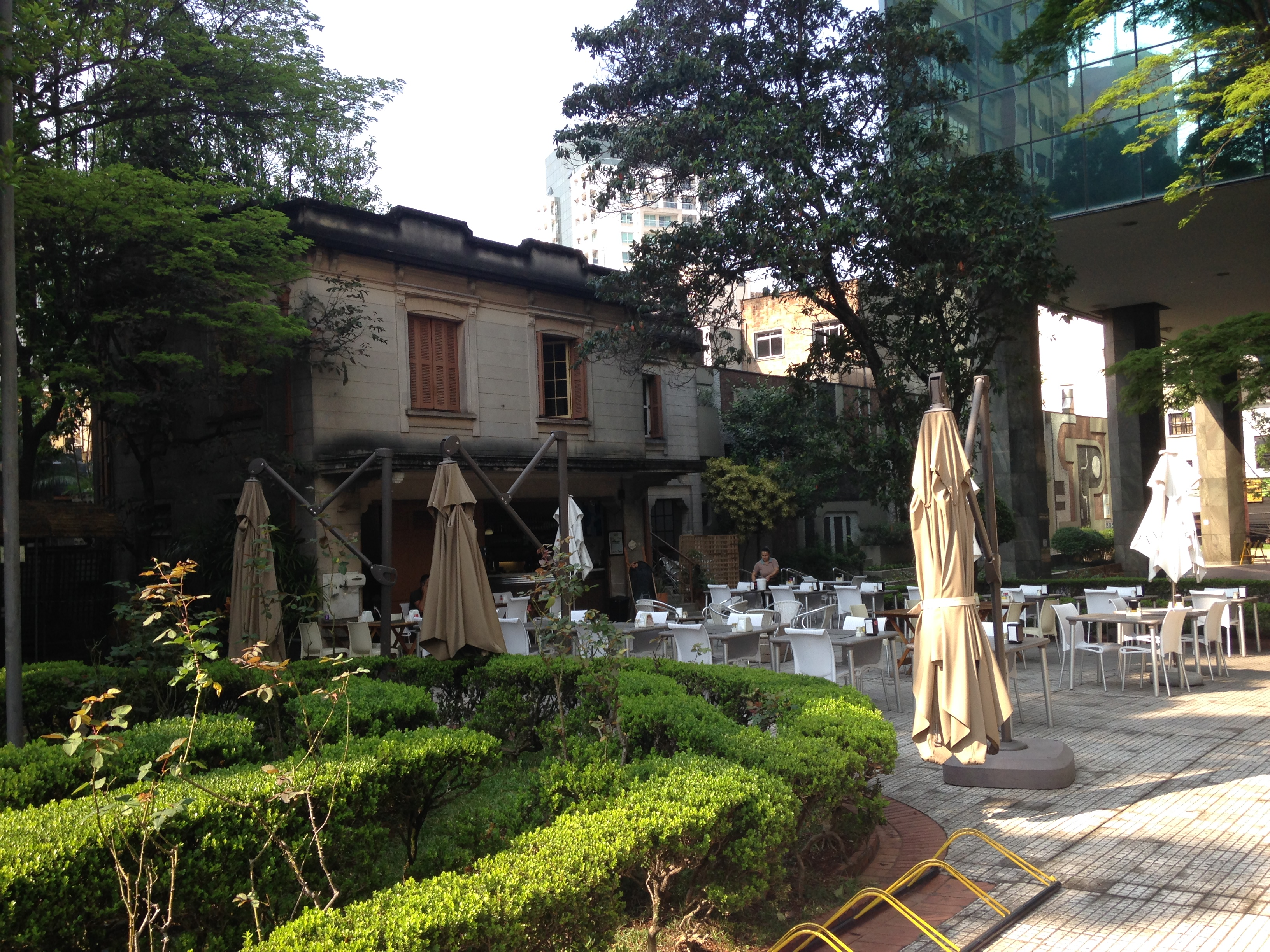
Café localizado dentro do lote
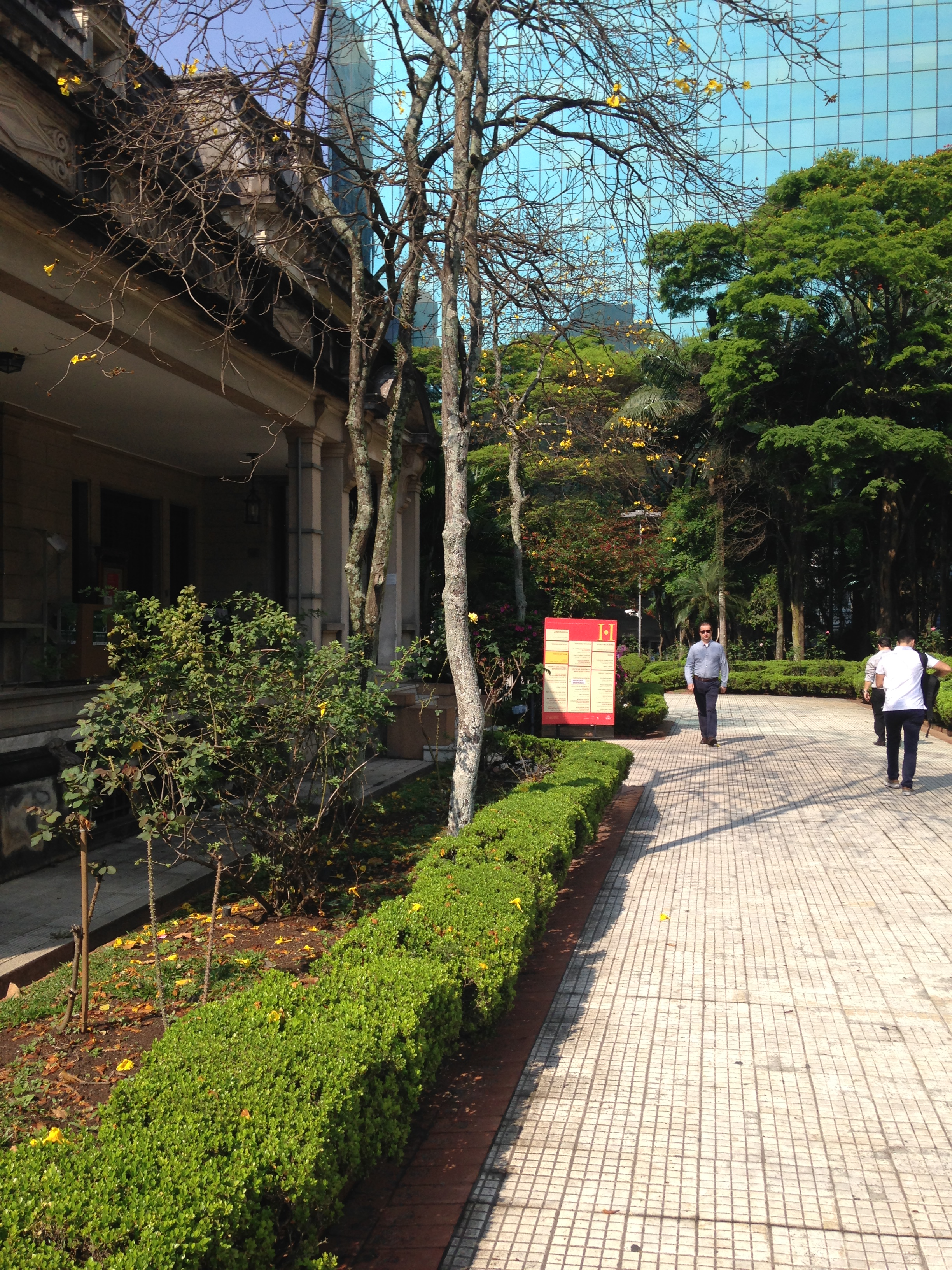
O corredor entre a casa e os jardins
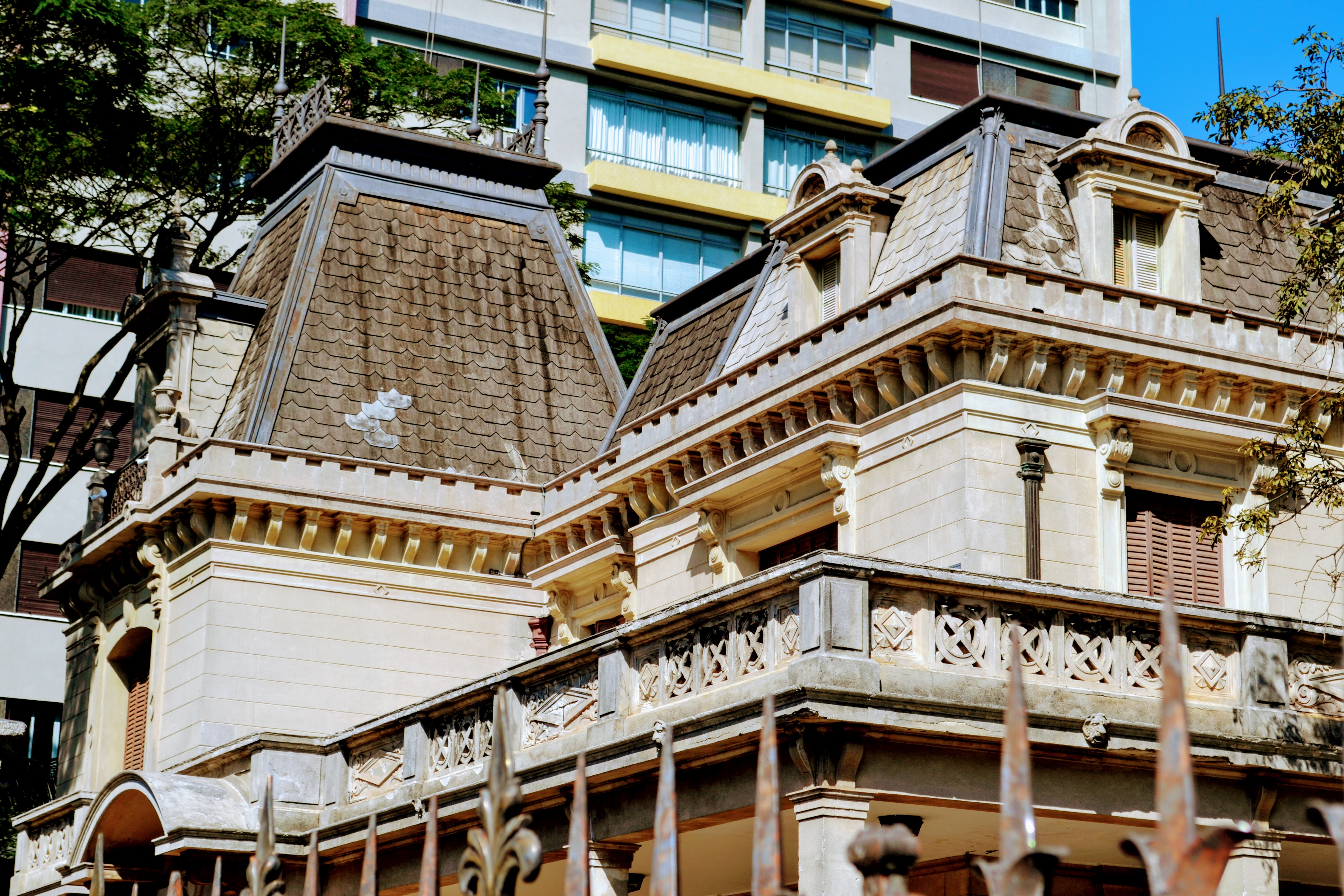
Detalhe do telhado da casa